# María Cristina de Borbón y Borbón (1854)
María Cristina de Borbón y Borbón (Madrid, 5 de enero de 1854 – Madrid, 8 de enero de 1854) fue la cuarta hija nacida del matrimonio de la reina Isabel II de España y su marido, el rey consorte Francisco de Asís de Borbón; Isabel y Francisco eran primos carnales por dos vías, dado que ambos eran nietos de Carlos IV de España y su esposa, María Luisa de Parma, así como de Francisco I de las Dos Sicilias y su mujer, María Isabel de Borbón. Como hija de monarca, María Cristina gozó del título infanta de España. Fue bautizada en honor a su abuela materna, la reina María Cristina, viuda de Fernando VII y regente durante la minoría de Isabel II entre 1833 y 1840.

## Biografía
La infanta María Cristina nació en el Palacio Real de Madrid el 5 de enero de 1854, ocho años después de haberse casado sus padres. En su nacimiento estuvo presente su tío Carlos Luis, que había sido duque de Parma hasta 1849 y por entonces se encontraba en Madrid. Era la cuarta hija del matrimonio, que ya su madre había tenido un hijo llamado Luis Fernando en 1849, el pequeño nació muerto. En 1850 nació otro niño llamado Fernando Francisco que falleció a los 5 minutos de nacer y una hija, Isabel, princesa de Asturias, en 1851 (la reina había sufrido un aborto unos años antes). La desmesurada consanguinidad endogámica de la familia real en aquella época fue la posible causa de que la pequeña María Cristina no gozase de buena salud, y por ello acabó falleciendo el 7 de enero de 1854, con solo dos días de edad. En los años posteriores, su madre daría a luz a varios hijos más, entre los cuales cabe mencionar al futuro Alfonso XII de España y a las infantas Pilar, Paz y Eulalia.

Su cadáver fue enterrado en el Panteón de los Infantes del Monasterio de San Lorenzo de El Escorial, en la sexta cámara, en el conocido como mausoleo de párvulos bajo el epitafio:
MARIA CHRISTINA, ELISABETH II FILIA